# Касс, Кира
Кира Касс (англ. Kiera Cass; род. в 1981 году в штате Южная Каролина) — американская писательница, наиболее известная по романам трилогии «Отбор», вошедшим в список бестселлеров по версии The New York Times.

## Биография
Кира Касс окончила Рэдфордский университет, в который перевелась из Прибрежного Каролинского университета.
В 2009 году она написала роман «Сирена». Роман «Отбор», первый из одноимённой трилогии, был издан в 2012 году издательством HarperTeen. Роман был положительно встречен критиками. В 2013 вышло продолжение — «Элита»; заключительный роман трилогии вышел в свет в 2014 году. Права на съёмки одноименных фильмов по трилогии были выкуплены кинокомпанией Warner Bros. В 2014 году «Отбор» и «Элита» были переведены на русский язык и изданы в России.
В мае 2013 года Кира Касс объявила о работе над новой серией книг под рабочим названием «238».
В 2015 и 2016 годах вышли две книги про дочь главной героини серии «Отбор».

### Серия «Отбор»
1. Отбор (2012)
2. Элита (2013)[10][11][12][13]
3. Единственная (2014)
4. Наследница (2015) (издано на русском языке в 2016, пер. с англ. О.Александровой, издательство: Азбука, Азбука-Аттикус)
5. Корона (2016)

### Спин-оффы серии
- Принц (2013)[14]
- Гвардеец (2014)
- Королева(2015)
- Фаворитка (2015)

### Отдельные романы
- Сирена (2015)
- Нареченная (2020)